# Gerold von Großwalsertal

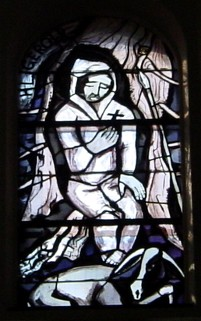
Kirchenfenster in der Pfarrkirche Liesing gestaltet von Martin Häusle

Gerold von Großwalsertal (* um 900 in Rhätien; † 978 in Frisun, dem heutigen St. Gerold im Großen Walsertal in Vorarlberg), aus edler Familie, verließ Frau und Kinder und wurde Einsiedler in Frisun. Seinen Besitz schenkte er 970 dem Kloster Einsiedeln. Gerolds Gebeine wurden erst nach Einsiedeln, am 19. April 1663 nach Frisun zurückgebracht.
Bei Ausgrabungen unter dem Plattenboden des Chores der Pfarrkirche der Propstei Sankt Gerold wurde in den Jahren 1965 bis 1966 das Kastengrab des hl. Gerold gefunden.
Gedenktag (katholisch): 19. April
Attribute: Gezeigt wird Gerold von Großwalsertal üblicherweise betend neben einem hohlen Baum und mit einem Esel.